# Segunda División de Fiyi 2020
La Segunda División de Fiyi 2020 fue la edición número 26 de la Segunda División de Fiyi. Nadroga FC regresa a la Liga Nacional de Fútbol de Fiyi después de 4 temporadas ganando el playoff de ascenso ante el Bua FC.

## Equipos participantes

### Viti Levu
- Lami FC
- Nadroga FC
- Rakiraki FC
- Tailevu Naitasiri FC
- Tailevu North FC
- Tavua FC

### Vanua Levu
- Bua FC
- Dreketi FC
- Nadogo FC
- Savusavu FC
- Seaqaqa FC
- Taveuni FC

### Ascensos y descensos
| Pos. | Descendido de la Liga Nacional 2019 |
| ---- | ----------------------------------- |
| 8    | Tavua FC                            |

| Pos. | Ascendido de la Segunda División 2019 |
| ---- | ------------------------------------- |
| 1    | Navua FC                              |

## Clasificación
Actualizado el 6 de noviembre de 2020

### Zona Viti Levu
| Pos. | Equipo               | PJ | PG | PE | PP | GF | GC | DG  | Pts. | Clasificado a              |
| ---- | -------------------- | -- | -- | -- | -- | -- | -- | --- | ---- | -------------------------- |
| 1    | Nadroga FC (Q)       | 8  | 7  | 1  | 0  | 18 | 2  | +16 | 22   | Avanza play-off de ascenso |
| 2    | Tailevu Naitasiri FC | 8  | 4  | 1  | 3  | 9  | 6  | +3  | 13   |                            |
| 3    | Tavua FC             | 8  | 3  | 2  | 3  | 10 | 8  | +2  | 11   |                            |
| 4    | Rakiraki FC          | 8  | 2  | 2  | 4  | 11 | 16 | -5  | 8    |                            |
| 5    | Tailevu North FC     | 8  | 0  | 2  | 6  | 2  | 19 | -17 | 2    |                            |

- Lami FC se retiró antes del inicio de la temporada.

### Zona Vanua Levu
| Pos. | Equipo      | PJ | PG | PE | PP | GF | GC | DG  | Pts. | Clasificado a              |
| ---- | ----------- | -- | -- | -- | -- | -- | -- | --- | ---- | -------------------------- |
| 1    | Bua FC (Q)  | 10 | 8  | 1  | 1  | 27 | 13 | +14 | 25   | Avanza play-off de ascenso |
| 2    | Dreketi FC  | 10 | 6  | 0  | 4  | 15 | 11 | +4  | 18   |                            |
| 3    | Seaqaqa FC  | 10 | 4  | 2  | 4  | 28 | 12 | +16 | 14   |                            |
| 4    | Nadogo FC   | 10 | 3  | 2  | 5  | 13 | 14 | -1  | 11   |                            |
| 5    | Savusavu FC | 10 | 1  | 5  | 4  | 14 | 17 | -3  | 8    |                            |
| 6    | Taveuni FC  | 10 | 2  | 2  | 6  | 9  | 39 | -30 | 8    |                            |

## Playoff de ascenso
| Equipo 1   | Global | Equipo 2 | Ida | Vuelta |
| ---------- | ------ | -------- | --- | ------ |
| Nadroga FC | 6-0    | Bua FC   | 3-0 | 3-0    |